# Circassi in Israele
I circassi israeliani (in adighè: Адыгэхэу Исраэл исыхэр) sono cittadini israeliani di etnia circassa. Originari del Caucaso costituiscono una comunità di religione musulmana, giunta nella regione negli anni 1870 in seguito al genocidio circasso. La comunità conta tra i 4.000 e i 5.000 membri ed è distribuita tra gli insediamenti di Kfar Kama e Rehaniya.
Gli uomini della comunità sono tenuti a prestare servizio nelle forze di difesa israeliane, al pari degli ebrei e dei drusi israeliani.

## Storia

### Periodo ottomano

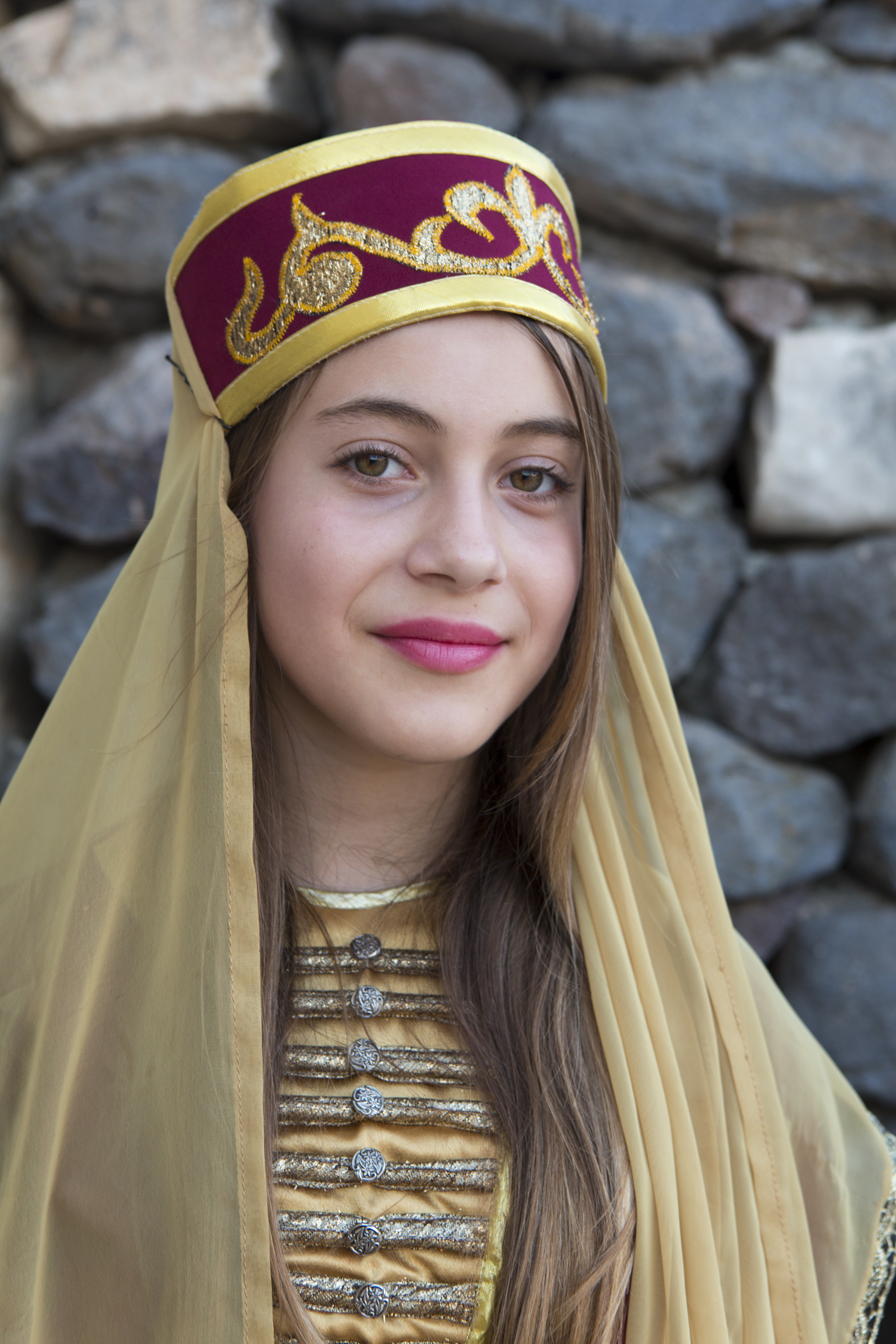
Ragazza circassa in Galilea

In seguito al genocidio circasso attuato dall'Impero russo, centinaia di migliaia di rifugiati circassi, in quanto musulmani, vennero ospitati nei territori dell'Impero ottomano. Dopo essere stati insediati nei Balcani, i coloni circassi vennero espulsi dalla regione in seguito alla sconfitta ottomana nella guerra russo-turca del 1877-1878. Le autorità ottomane decisero di reinsediare molti di questi rifugiati nei territori della Siria ottomana, stabilendo comunità agricole. Queste politiche di insediamento furono parte di un programma volto a rafforzare il controllo del governo centrale dei territori siriani e sulle popolazioni druse, beduine e maronite. Nel 1878, 50.000 circassi vennero trasportati via mare verso la costa levantina da Costantinopoli, Salonicco e Kavala. Da lì, circa 25.000 furono inviati nelle regioni meridionali della Siria, principalmente in Transgiordania, nelle alture del Golan e in Galilea.
In Galilea, i coloni circassi stabilirono i villaggi di Rehaniya nel 1878 e di Kfar Kama nel 1876.

### Il Mandato britannico e lo Stato di Israele
I circassi nel mandato britannico della Palestina mantennero buoni rapporti sia con la popolazione araba palestinese che con lo Yishuv. Nell'ambito degli scontri tra le comunità ebraiche e quelle arabe nel corso dei moti palestinesi del 1920 e della Grande rivolta araba, i circassi mantennero posizioni neutrali.
La comunità circassa galilea combatté dalla parte israeliana nel corso della guerra arabo-israeliana del 1948. Su richiesta dei capi della comunità, dal 1958, tutti gli uomini circassi sono tenuti a prestare servizio militare nelle forze di difesa israeliane al raggiungimento della maggiore età, mentre le donne sono esentate.
Nel 1976, la comunità circassa ha ottenuto il diritto di mantenere e gestire un proprio sistema educativo separato dal settore arabo israeliano.

## Condizioni socio-economiche
Nel 2012, è emerso che l'80% dei giovani circassi in Israele disponesse di una laurea. Complessivamente, in Israele, la percentuale di cittadini adulti laureati è del 49%.
Nel 2007, le autorità circasse e druse in Israele hanno lanciato iniziative congiunte per investire nel turismo, mentre nel 2011, la Knesset ha approvato un progetto di legge per stanziare 680 milioni di sicli per lo sviluppo dell'istruzione, del turismo e delle infrastrutture nei villaggi circassi e drusi.
La comunità è distribuita tra i villaggi di Kfar Kama e Rehaniya. A differenza delle altre comunità circasse negli altri paesi del Medio Oriente, che hanno perso gran parte delle loro tradizioni, i circassi israeliani hanno conservato con cura la loro cultura. Oltre il 90% dei circassi torna nei propri villaggi dopo aver completato il servizio militare e gli studi universitari.
La maggior parte dei circassi a Kfar Kama sono sciapsughi, mentre a Rehaniya sono abzakh.